# 四部叢刊
『四部叢刊』（しぶそうかん）は、中華民国時代の中国で、善本（古刊本）の写真印刷（影印）によって編纂された漢籍叢書である。1919年（民国8年）に、商務印書館によって刊行された。

## 概要
経・史・子・集の「四部」にわたる、古典の善本を蒐集し、当時の最上級刊本323種を写真印刷で刊行した。そこには、歴史のある中国の文献・漢籍には、その版の良し悪しが重要視される、という認識がはたらいている。
再版は、1929年（民国18年）に出版され、初版出版後に判明した善本で差し替えや欠落の補足を行った。1930年から1937年の間には、史部に属する正史だけを単行し、『百衲本二十四史』として刊行された。それらには、宋元版も多数収録されていた。
1934年（民国23年）には、『四部叢刊続編』75種が刊行され、1935年（民国24年）から1936年（民国25年）にかけての間には、『四部叢刊三編』60種が刊行された。

## 書影と関連資料

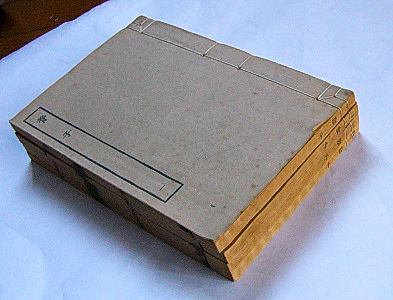
四部叢刊 菅子　再刊本
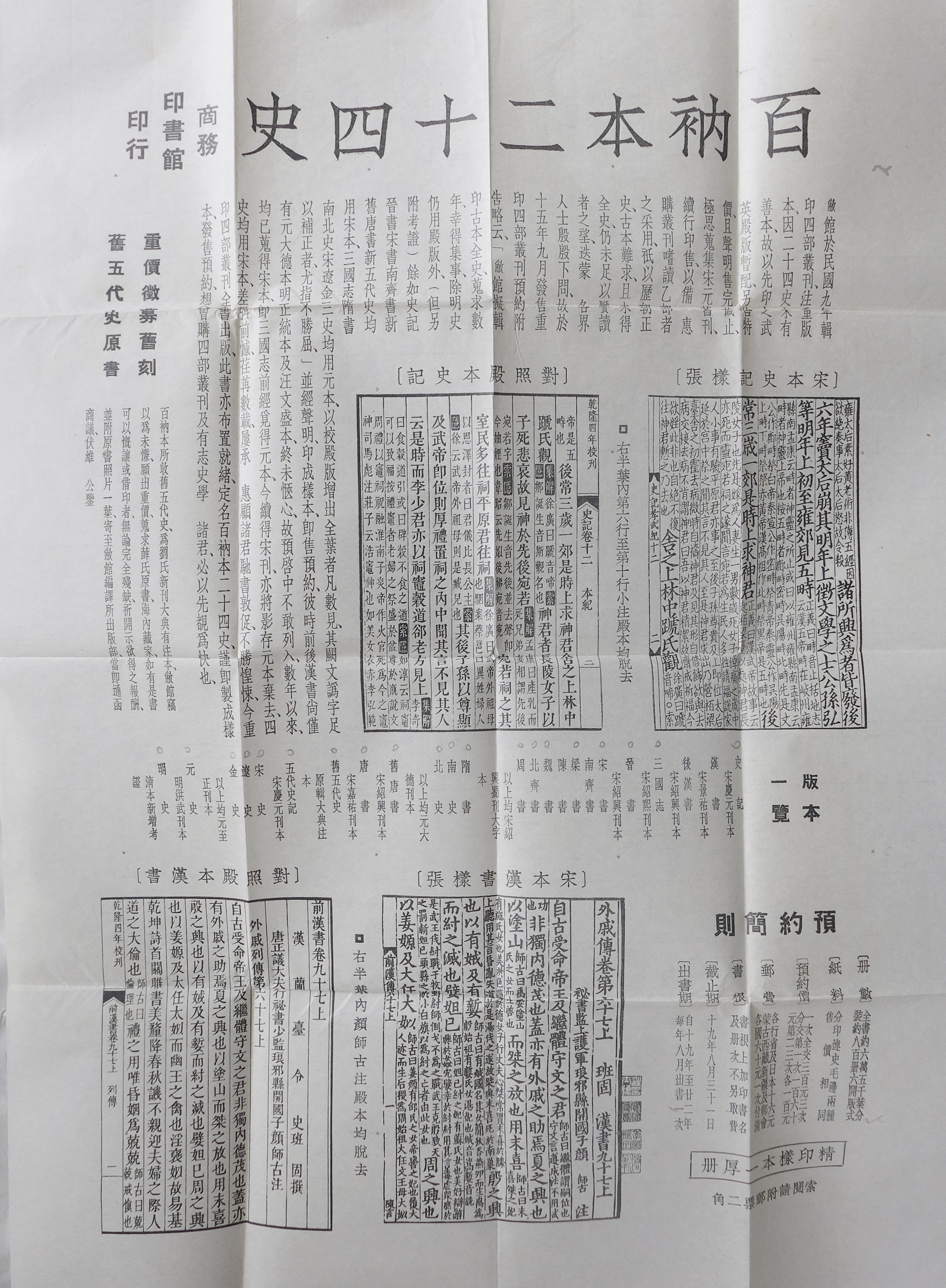
百衲本二十四史　広告